# Katholische Pfarrkirche Rust am See

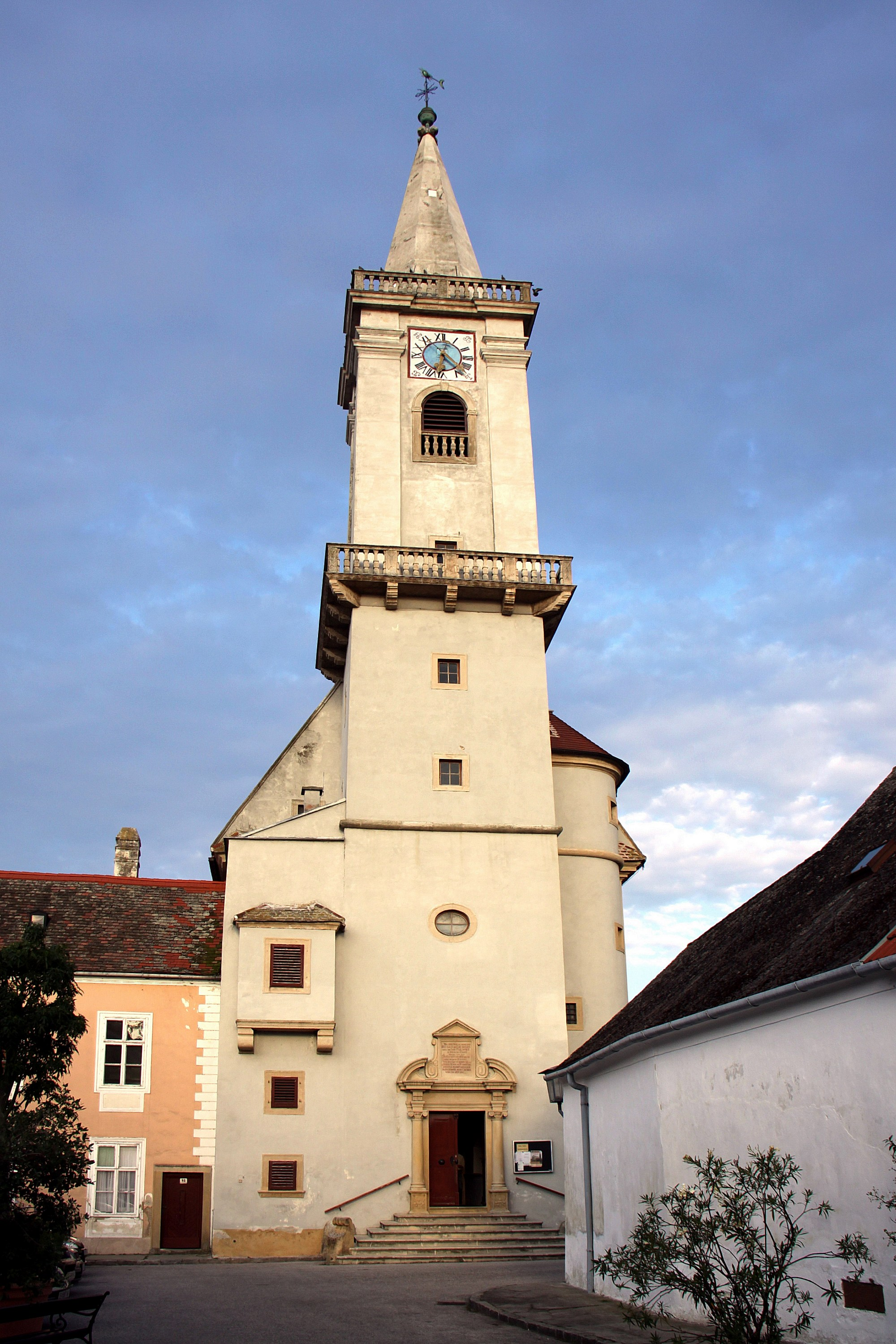
Kath. Pfarrkirche Hl. Dreifaltigkeit in Rust

Die römisch-katholische Pfarrkirche Rust am See steht am Ostende der Kirchengasse in der Statutarstadt Rust am Neusiedler See im Burgenland. Die der Heiligen Dreifaltigkeit geweihte Pfarrkirche gehört zum Dekanat Eisenstadt-Rust in der Diözese Eisenstadt. Die Kirche steht unter Denkmalschutz.

## Geschichte
Die Kirche wurde von der evangelischen Bürgerschaft mit dem Baumeister Ulrich Meyer aus Zürich erbaut, die Grundsteinlegung war 1649, die Weihe erfolgte 1651. 1674 wurde der evangelischen Gemeinde das Kirchengebäude im Rahmen der Gegenreformation mit Gewalt weggenommen und 1680 als katholische Kirche neu geweiht. 1976 erfolgte eine Außenrestaurierung.

## Architektur
Der schlichte frühbarocke Kirchenbau mit einem Dreiachtelschluss hat einen hohen Westturm. Nordseitig ist ein Schulhaus auf Kirchengasse 16 angebaut. Die Untergeschoße des quadratischen Turmes wirkt durch den nordseitig angebauten Choraufgang mit Konsolerkern und durch das südseitig angebaute runde Treppenhaus verbreitert. Über einer kleinen Freitreppe ist das Westportal mit einem Sprenggiebel über Säulen, im Aufsatz ist eine Bauinschrift mit den Namen der Bauherren. In der Höhe des Fassadengiebels ist ein Umgang mit einer Steinbalustrade auf Konsolen. Und bemerkenswert, auch am Fuß des steinernen Pyramidenhelms des Turmes besteht ein zweiter Umgang mit Blick auf die Stadt Rust. Das Kirchenäußere der Pfarrkirche ist schlicht.

## Ausstattung

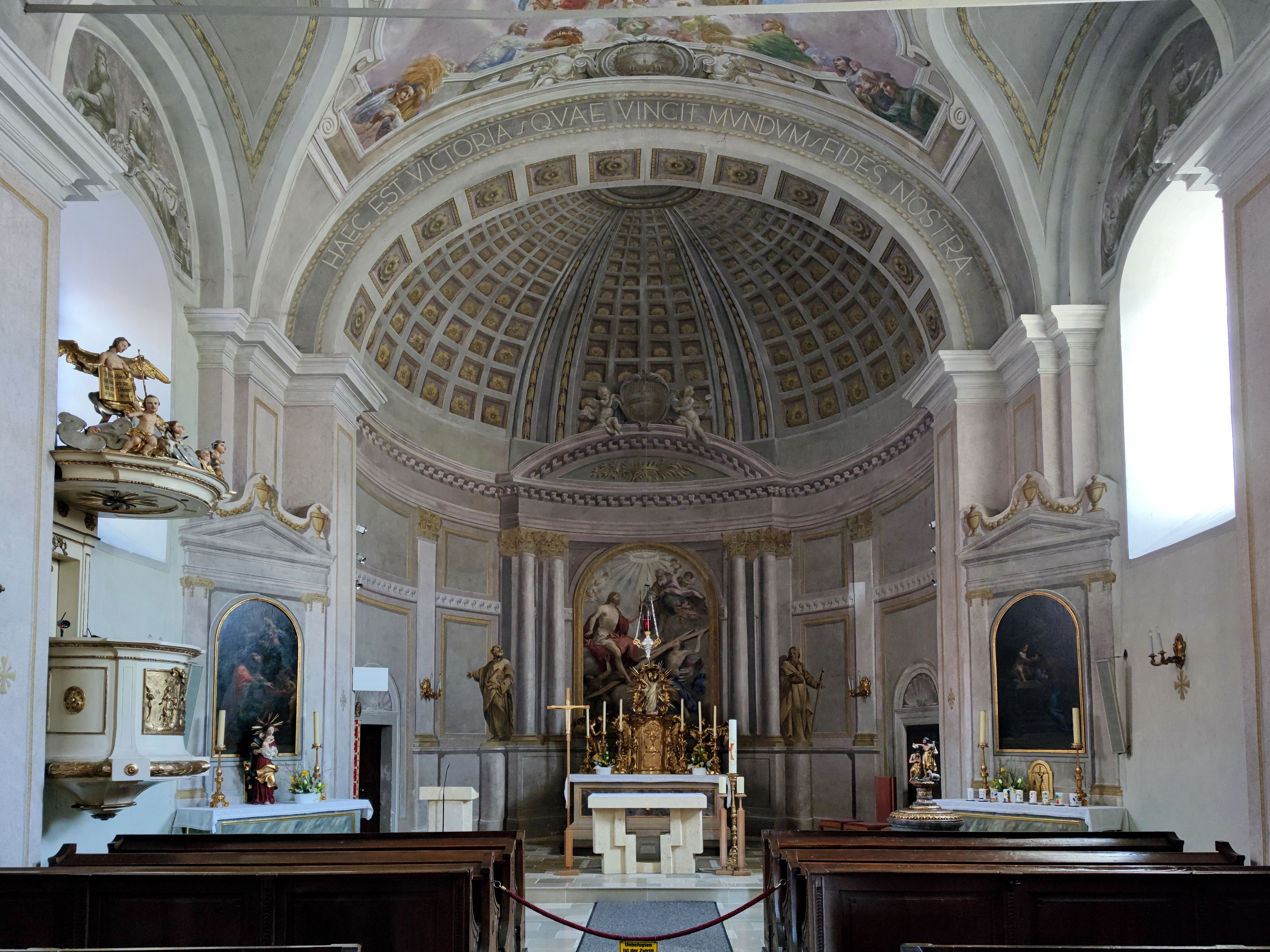
Der Innenraum der Pfarrkirche mit der bemalten Apsis

Der Hochaltar zeigt das Hochaltarbild Dreifaltigkeit in der gemalten Scheinarchitektur der Apsis, gemalt von Franz Sigrist (1798), laut Inschrift renoviert und weitgehend übermalt von Joannes Kraus 1881. Den  Rokoko-Tabernakel auf einer freistehenden Mensa schuf der Bildhauer J. Georg Schweizer (1774) mit dem Vergolder Andreas Sedlmayer aus Ödenburg. Die Seitenaltarbilder zeigen links den hl. Joseph und rechts den hl. König Stephan, ebenfalls von Franz Sigrist.

## Orgel

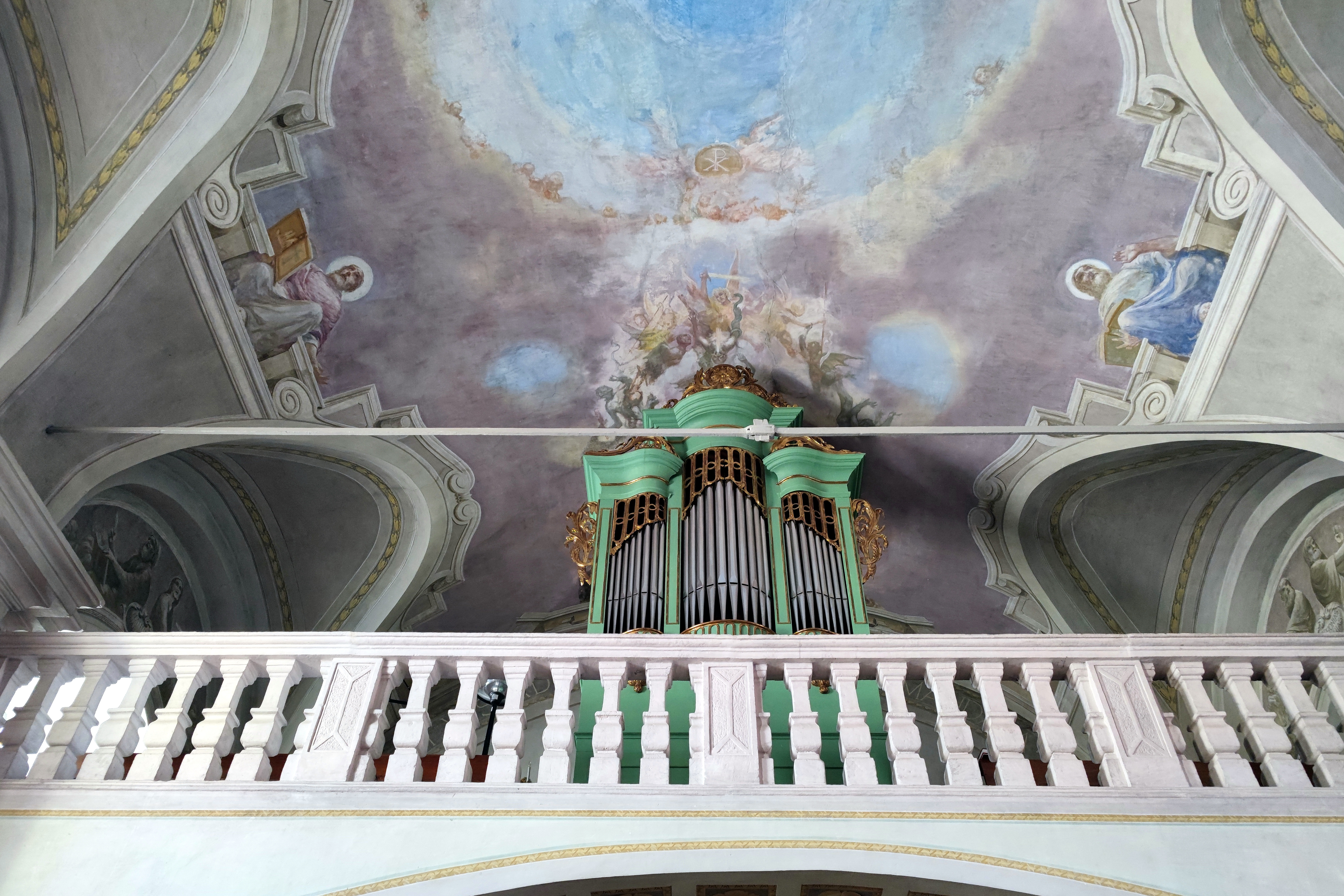
Empore mit Orgel

Die Orgel stammt aus dem Jahr 1783 und wurde von Petrus Beking geschaffen. Sie hat neun Register auf einem Manual mit gebrochener Oktave und Pedal mit kurzer Oktave. Sie verfügt über rein mechanische Schleifladen. Die Disposition lautet:
| Manual C– |              |    |
| 1.        | Copula Major | 8′ |
| 2.        | Copula Minor | 4′ |
| 3.        | Principal    | 4′ |
| 4.        | Quint        |    |
| 5.        | Oktav        | 2′ |
| 6.        | Mixtur       |    |

| Pedal C– |            |     |
| 7.       | Subbass    | 16′ |
| 8.       | Oktav Bass | 8′  |
| 9.       | Principal  | 4′  |